# Tropiclandia
Tropiclandia est un parc aquatique et établissement balnéaire construit dans le  district de Vaskiluoto à Vaasa en Finlande.

## Présentation
Tropiclandia est situé à proximité immédiate du Scandic Waskia, situé sur l'ile Vaskiluoto. Le parc aquatique appartient à la société espagnole Aspro Parks, qui possédait aussi le parc à thème Wasalandia, qui a fermé ses portes en 2015.
En plus d'une grande piscine couvrant tout le spa, le spa dispose de trois bains à remous, de plus petits bains, d'une piscine froide et d'une piscine extérieure.
À l'intérieur, la chaleur tropicale de plus de 30 degrés accueille les visiteurs toute l'année.
Les trois toboggans intérieurs et les piscines ont de l'eau chauffée et une vue imprenable sur la mer depuis la terrasse bien exposée.
Le spa dispose de grands vestiaires, d'une laverie et d'un sauna. 
Depuis 2005, Tropiclandia a aussi un parc aquatique extérieur avec divers toboggans et un grand bains de jeux pour enfants. 
Le spa est ouvert toute l'année, mais le parc aquatique extérieur n'est ouvert qu'en été. Pendant l'été, le spa accueille quotidiennement 200 à 300 personnes.
Le spa Tropiclandia est situé à côté de l'hotel Scandic Waskia. 
Il existe un accès intérieur entre l'hôtel et le spa. Cependant, le spa ne faisant pas partie de l'hôtel, les clients de l'hôtel payer un droit d'entrée pour utiliser le spa.